# Lavalle (departement van Mendoza)
Lavalle (Mendoza) is een departement in de Argentijnse provincie Mendoza. Het departement (Spaans:  departamento) heeft een oppervlakte van 10.212 km² en telt 32.129 inwoners.

## Plaatsen in departement Lavalle
- Costa de Araujo
- El Carmen
- El Chilcal
- El Plumero
- El Vergel
- Gustavo André
- Jocolí
- Jocolí Viejo
- La Asunción
- La Holanda
- La Palmera
- La Pega
- La Polvosa
- Lagunas del Rosario
- Las Violetas
- Paramillo
- San Francisco
- San José
- San Miguel
- Tres de Mayo
- Villa Tulumaya